# Pasticcio (Hörfunksendung)
Pasticcio ist der Name einer täglichen Musiksendung des österreichischen Radiosenders Ö1 des ORF. Die erste Ausgabe ging am 2. Jänner 1980 auf Sendung. Sie wird zwischen 8:15 und 8:55 Uhr ausgestrahlt und ist meist einem speziellen Thema der Musik gewidmet – beispielsweise dem Taktwechsel, der Stimmung, bestimmten Instrumenten, Epochen, der Programmmusik oder dem Epochenvergleich. Die Moderation wird von einem Team von vier bis fünf Musikjournalisten durchgeführt, die bisweilen auch einen Gast-Künstler dazu einladen.
Die behandelten Musikepochen reichen vom Mittelalter über Barock, Klassik und Romantik bis zum Jazz, vereinzelt auch der Zwölftonmusik.
Die Bezeichnung der Sendung lehnt sich an den Begriff Pasticcio an, weil sie im Regelfall Werke verschiedener Komponisten im direkten Vergleich gegenüberstellt.
Seit 2003 wird monatlich der Ö1 Pasticcio-Preis vergeben. Dieser von Helmut Jasbar gegründete Preis wird in der Pasticcio-Sendung jeden letzten Donnerstag des Monats an eine ausgewählte CD-Produktion in Österreich lebender Musiker vergeben. Seit März 2011 erfolgt die Preisverleihung in Zusammenarbeit mit der Zeitung Der Standard. Ausgezeichnet wurden bisher unter anderem Aufnahmen von Christof Dienz, Friedrich Kleinhapl, Hermine Haselböck, Peter Waldner, dem Apollon Musagète Quartett sowie der Gruppen Federspiel und Franui.